# ШВАК (пушка)
ШВАК (Шпитального-Владимирова Авиационная Крупнокалиберная) — первая советская авиационная малокалиберная автоматическая пушка калибра 20 мм.

## История создания
Полигонные испытания пулемёта ШВАК показали, что благодаря большому запасу прочности его калибр может быть увеличен до 20 мм без изменения габаритов подвижной системы путём замены ствола. После чего была разработана 20 мм пушка. Но было не ясно, как она поведёт себя в воздухе, и как её установка отразится на лётно-тактических характеристиках самолёта. Испытания были проведены В. П. Чкаловым на одноместном истребителе И-16 и были признаны успешными. По окончании испытаний, в 1936 была выпущена первая партия 20-мм пушек ШВАК, что положило начало интенсивному развитию этого вида вооружения.

## Производство
Серийное производство пушки было налажено на заводе № 536 НКВ в Туле и на заводе № 314 НКВ в Медногорске Чкаловской области. Лафеты ШВАК для тяжёлых истребителей Пе-3 выпускались на заводе № 481 НКАП, установки ШВАК для ТБ-7 на заводе № 487 НКАП. Боеприпасы выпускались заводом № 187 НКОП/НКБ
Ни один другой образец авиационного пушечного вооружения как у СССР, так и в других странах за все годы Второй мировой войны не может сравниться с ней по объёму производства. Количество выпущенных пушек ШВАК:
- 1942 год — 34 601
- 1943 год — 26 499
- 1944 год — 25 633
- 1945 год — 13 433
- 1946 год — 754

## Устройство
По устройству 20-мм пушка ШВАК была сходна с 12,7-мм одноимённым пулемётом. Различие было лишь в диаметре канала ствола. Питание пушки — ленточное, перезаряжание — пневматическое или механическое. 20-мм пушка ШВАК выпускалась в вариантах: крыльевом, турельном и мотор-пушка. Мотор-пушка отличалась большей длиной, наличием амортизатора и рядом других изменений.
| Типовые характеристики      | Типовые характеристики | Типовые характеристики | Типовые характеристики |
| --------------------------- | ---------------------- | ---------------------- | ---------------------- |
|                             |                        |                        |                        |
| Варианты установки          | Крыльевой              | Турельный              | Мотор-пушка            |
| Длина                       | 1679 мм                | 1726 мм                | 2122 мм                |
| Вес                         | 40 кг                  | 42 кг                  | 44,5 кг                |
| Длина хода подвижных частей | 185 мм                 | 185 мм                 | 185 мм                 |
| Темп стрельбы               | 700-800 выстр./мин.    | 700-800 выстр./мин.    | 700-800 выстр./мин.    |
| Начальная скорость снаряда  | 815 м/c                | 815 м/c                | 815 м/c                |
| Патрон 20×99 мм R           |                        |                        |                        |
| Тип                         | Тип                    | ОЗ                     | БЗ                     |
| Масса (г)                   | Масса (г)              | 96                     | 96,6                   |
| Длина снаряда (клб.)        | Длина снаряда (клб.)   | 2,4                    | 3,1                    |

## Боекомплект

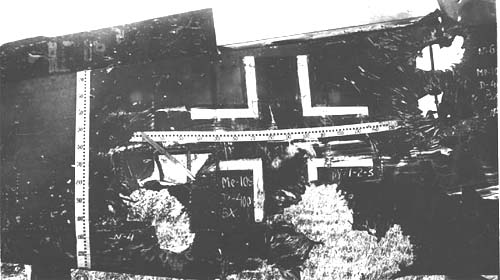
Крыло немецкого Bf.109 после попаданий 20-мм снарядов ШВАК

Первоначально в боекомплект пушки входили осколочно-зажигательные и бронебойно-зажигательные снаряды. В 20-мм патронах к пушке ШВАК применена латунная гильза цилиндрической формы с закраиной в донной части, выступающей за тело гильзы.
20-мм патроны комплектовали применявшимися в наземной артиллерии высокочувствительным головным взрывателем мгновенного действия непредохранительного типа МГ-3. Но МГ-3 иногда давал преждевременные разрывы снарядов в стволе пушки. В конце 1936 года МГ-3 был заменён взрывателем МГ-201, который имел более высокие чувствительность и мгновенность действия; вылетающий центробежный предохранитель был изъят. Но всё же взрыватель МГ-201 не удовлетворял требованиям по безопасности, так как взводился в канале ствола пушки.
В 1938 году взрыватель был заменён более чувствительным взрывателем К-6, безотказно срабатывавшим при встрече с перкалевой обшивкой самолётов и отличавшимся большим быстродействием. Взрыватель К-6 имел механизм, обеспечивающий его взведение только после вылета снаряда из ствола пушки (на расстоянии 0,3-0,5 м от дульного среза), что практически исключало случаи преждевременного разрыва снаряда в стволе пушки.
Несмотря на многочисленную модернизацию снарядов, их действие было достаточно слабо для калибра 20 мм. Сразу после войны в СССР, как и в союзных странах (Великобритания и Франция), за счёт усовершенствования технологий, была увеличена степень наполнения 20 мм авиационных снарядов взрывчатым веществом (в СССР — вдвое).
Хотя пушка ШВАК обладала некоторыми недостатками, в годы войны развернулось массовое производство этих пушек. Всего было выпущено 100920 пушек. Производство 20-мм пушек ШВАК прекратилось в 1946 году.
| Советская номенклатура снарядов | Американская номенклатура снарядов | Масса пули [г] | Дульная скорость [м/с] | Описание |
| ------------------------------- | ---------------------------------- | -------------- | ---------------------- | --- |
| ОЗ                              | HEI                                | 96,0           | 770                    | с головным взрывателем, 2,8 г взрывчатого вещества + 3,3 г зажигательного                                                           |
| ОЗТ                             | HEI-T                              | 96,5           | 770                    | с головным взрывателем, 2,8 г взрывчатого вещества + 3,3 г зажигательного, трассёр                                                  |
| ОФ                              | HE-Frag.                           | 91,0           | 790                    | с головным взрывателем, 6,7 г HE, взрывчатого вещества, с полуготовыми осколками                                                    |
| ОФЗ                             | HEI-Frag.                          | 91,0           | 790                    | с головным взрывателем, 0,8 г взрывчатого вещества + 3,8 г зажигательного, с полуготовыми осколками                                 |
| БЗ                              | API-HC                             | 96,0           | 750                    | твёрдый стальной сердечник в мягкой оболочке, 2,5 г зажигательного вещества, в алюминиевой либо бакелитовой баллистической оболочке |
| БЗ                              | API-HC                             | 99,0           | 750                    | как предыдущий, но с кованым стальным носом                                                                                         |
| БЗ                              | API                                | 96,0           | 750                    | сплошной стальной снаряд с кованым носом                                                                                            |
| БЗТ                             | API-T                              | 96,0           | 750                    | как предыдущий, но с трассёром в основной полости                                                                                   |
| ПУ                              | TP                                 | 96,0           | 770                    | Практический, гремучая смесь во взрывчатой оболочке                                                                                 |
| ПУТ                             | TP-T                               | 96,5           | 770                    | цельноштампованный пустотелый с реактивной смесью в полости                                                                         |

## Применение
20-мм пушка ШВАК нашла широкое применение в советской авиации и устанавливалась на многих типах самолётов. Синхронные и крыльевые 20-мм установки ШВАК (20-мм пушка, 12,7-мм пулемёт) были установлены на истребителях И-153П, И-16, И-185, Як-1, Як-7Б, ЛаГГ-3, Ла-5, Ла-7, Пе-3, а в 1943 г. было выпущено 158 пушек для установки на истребителях «Харрикейн» взамен 7,7-мм пулемётов «Браунинг». Две неподвижные пушки были размещены на бомбардировщике Ту-2 и на части бомбардировщиков Пе-2. На первых моделях штурмовиков Ил-2 с лета 1941 года в крыльях устанавливались две пушки ШВАК калибра 20 мм с боезапасом по 200 снарядов на ствол.
Оборонительные турельные установки с 20-мм пушками ШВАК были установлены на бомбардировщиках Пе-8 и Ер-2.
Мотор-пушка ШВАК с некоторыми изменениями в 1941—1942 гг. устанавливалась на танках Т-30 (модификация Т-40) вместо 12,7-мм пулемёта ДШК, что позволило существенно увеличить мощность их огня и дало возможность более эффективно(по сравнению с пулеметным огнем) поражать легкобронированные, пулемётные точки, противотанковые пушки и живую силу противника. При этом, осколочное действие было низким из-за малой массы снаряда. 
По предложению наркома НКТП Вячеслава Малышева  пушки ШВАК-20 после глубокой модернизации под названием ШВАК-танковая, ТНШ-20 или ТНШ (танковая Нудельмана — Шпитального) серийно устанавливались на лёгких танках Т-60 и в порядке эксперимента на плавающем танке Т-38 (пушка, установленная на опытный образец Т-38Ш, вышла из строя, и испытания на нём прекратились). Для пушки ТНШ с длиной ствола 82,4 калибра максимальная дальность стрельбы прямой наводкой достигала 2 км. Несколько сот танков Т-60 принимало успешное участие в боях под Истрой в декабре 1941 года во время битвы за Москву.